# Meteorus
Meteorus es un género de avispas parasitoides pertenecientes a la familia Braconidae. Comprende más de 330 especies en todo el mundo, con unas 70 especies distribuidas en América Central y América del Sur. Las especies de Meteorus se desarrollan como endoparasitoides cenobiontes de larvas de coleópteros y lepidópteros. Algunos de sus hospedadores se consideran insectos plaga, incluyendo Agrotis ipsilon, Helicoverpa armigera, Lymantria dispar y Spodoptera frugiperda. 

## Descripción
Varias larvas del género Meteorus en su último estadio de desarrollo pueden producir capullos suspendidos de un hilo común, y la arquitectura del capullo es una de las características clave para identificar estas especies.
Las avispas Meteorus se distinguen de otras avispas braconidas por la presencia de una segunda célula submarginal en el ala anterior y un primer terguito peciolado.

## Especies
Esta lista de 317 elementos puede no estar completa.
- M. abdominator (Nees, 1811)
- M. abscissus Thomson, 1895
- M. acerbiavorus Belokobylskij, Stigenberg & Vikberg, 2011
- M. acronyctae Muesebeck, 1923
- M. acutus Maeto, 1988
- M. achterbergi

Meteorus achterbergi (Chen & Wu) Chen & Wu, 2000
Meteorus achterbergi (Huddleston) Huddleston, 1983
- M. affinis (Wesmael, 1835)
- M. alboannulatus Belokobylskij, 1987
- M. alborossicus Lobodenko, 2000
- M. albulus Wu & Chen, 2000
- M. alejandromasisi Zitani, 1998
- M. amazonensis Aguirre & Shaw, 2011
- M. anastasiae Belokobylskij, 2000
- M. andreae Aguirre & Shaw, 2011
- M. angiclypealis van Achterberg, 2001
- M. angustatus Maeto, 1988
- M. angustifacies Belokobylskij, 1987
- M. angustipennis Muesebeck, 1923
- M. anicus Huddleston, 1983
- M. annetteae Huddleston, 1986
- M. antefurcalis Fahringer, 1941
- M. anthracnemis de Saeger, 1946
- M. antioquensis Aguirre & Shaw, 2011
- M. antipodalis Ashmead, 1900
- M. aotouensis Chen & Wu, 2000
- M. arcticus Papp, 1989
- M. arctiicida Viereck, 1912
- M. argostigmatus Wu & Chen, 2000
- M. argyrotaeniae Johansen, 1949
- M. arizonensis Muesebeck, 1923
- M. arrogator Huddleston, 1983
- M. artocercus Stigenberg, 2011
- M. ate Nixon, 1943
- M. austini Wu & Chen, 2000
- M. australis Tosquinet, 1900
- M. autographae Muesebeck, 1923
- M. bacoorensis Ashmead, 1904
- M. bakeri Cook & Davis, 1891
- M. beroni Papp, 1990
- M. betulini Mason, 1968
- M. boreus Tobias, 1986
- M. boyacensis Aguirre & Shaw, 2011
- M. breviantennatus Tobias, 1986
- M. breviatus Wu & Chen, 2000
- M. brevicauda Thomson, 1895
- M. brevicornis Granger, 1949
- M. brevifacierus Wu & Chen, 2000
- M. brevis Brues, 1933
- M. brownii Ashmead, 1905
- M. buyunensis Wu & Chen, 2000
- M. caelebs Saussure, 1892
- M. calimai Aguirre & Shaw, 2011
- M. cameroni Shenefelt, 1969
- M. camilocamargoi Zitani, 1998
- M. campestris Viereck, 1905
- M. camptolomae Watanabe, 1939
- M. capensis Cameron, 1905
- M. capito de Saeger, 1946
- M. caquetensis Aguirre & Shaw, 2011
- M. cecavorum Aguirre & Shaw, 2011
- M. cespitator (Thunberg, 1822)
- M. cinctellus (Spinola, 1808)
- M. cingiliae Muesebeck, 1926
- M. cis (Bouche, 1834)
- M. citimus de Saeger, 1946
- M. clinophthalmicus Shenefelt, 1961
- M. clytes Nixon, 1943
- M. cobbus Huddleston, 1986
- M. coffeatus Zitani, 1998
- M. cognatus Muesebeck, 1939
- M. colon (Haliday, 1835)
- M. collectus Chen & Wu, 2000
- M. congregatus Muesebeck, 1939
- M. conjunctus de Saeger, 1946
- M. consimilis (Nees, 1834)
- M. corax Marshall, 1898
- M. corniculatus Zitani, 1998
- M. crassicornis Brues, 1933
- M. croce Nixon, 1943
- M. curvus Maeto, 1988
- M. cyranus Huddleston, 1987
- M. changbaishanicus Chen & Wu, 2000
- M. cheni Wu, 2000
- M. chilensis Porter, 1926
- M. chingazensis Aguirre & Shaw, 2011
- M. dasys Wu & Chen, 2000
- M. datanae Muesebeck, 1923
- M. delator (Haliday, 1835)
- M. deltae Blanchard, 1936
- M. delusor de Saeger, 1946
- M. densipilosus Stigenberg, 2011
- M. depressus Huddleston, 1983
- M. derocalamus Wu & Chen, 2000
- M. desmiae Zitani, 1998
- M. destructor Saussure, 1892
- M. dialeptosus Wu & Chen, 2000
- M. dichomeridis Wilkinson, 1930
- M. dilutus (Ratzeburg, 1844)
- M. dimidiatus (Cresson, 1872)
- M. dixi Aguirre & Shaw, 2011
- M. dos Zitani, 1998
- M. ductor de Saeger, 1946
- M. durbanensis Brues, 1926
- M. eaclidis Muesebeck, 1958
- M. eadyi Huddleston, 1980
- M. ealanus de Saeger, 1946
- M. effeminatus Ruthe, 1862
- M. ejuncidus Wu & Chen, 2000
- M. eklundi Stigenberg, 2011
- M. elongatus Brues, 1933
- M. eminulus Wu & Chen, 2000
- M. endoclytae Maeto, 1990
- M. enodis Wu & Chen, 2000
- M. etawahianus Shamim & Ahmad, 2008
- M. euchromiae Ashmead, 1889
- M. eumenidis Brethes, 1903
- M. euschausiae Muesebeck, 1923
- M. exiguae Chen & Wu, 2000
- M. farallonensis Aguirre & Shaw, 2011
- M. fastidiosus de Saeger, 1946
- M. filator (Haliday, 1835)
- M. fischeri Chen & Wu, 2000
- M. flaviceps (Ratzeburg, 1844)
- M. flavicornis Szepligeti, 1914
- M. flavicoxa Maeto, 1986
- M. fujianicus Wu & Chen, 2000
- M. fumipennis Muesebeck, 1923
- M. gigas Aguirre, Shaw & Jones, 2010
- M. gloriosus Huddleston, 1983
- M. gotoi Maeto, 1988
- M. gracilis (Ratzeburg, 1852)
- M. graciliventris Muesebeck, 1956
- M. guacharensis Aguirre & Shaw, 2011
- M. guineverae Aguirre & Shaw, 2011
- M. heliophilus Fischer, 1970
- M. hepiali Wang, 1984
- M. hicoriae Muesebeck, 1923
- M. hirsutipes Huddleston, 1980
- M. honghuaensis Wu & Chen, 2000
- M. hubeiensis Chen & Wu, 2000
- M. huilensis Aguirre & Shaw, 2011
- M. humilis (Cresson, 1872)
- M. hyphantriae Riley, 1887
- M. hypophloei Cushman, 1931
- M. ictericus (Nees, 1811)
- M. iguaquensis Aguirre & Shaw, 2011
- M. indagator (Riley, 1872)
- M. insulicola Maeto, 1989
- M. interstitialis Brues, 1933
- M. ipidivorus Tobias, 1986
- M. jaculator (Haliday, 1835)
- M. jerodi Aguirre & Shaw, 2011
- M. jezoensis Maeto, 1988
- M. jilinensis Wu & Chen, 2000
- M. josieas Huddleston, 1983
- M. kleini Szepligeti, 1918
- M. komensis Wilkinson, 1927
- M. kotanii Maeto, 1986
- M. kotenkoi Belokobylskij, 1987
- M. kraussi Muesebeck, 1958
- M. kunashiricus Belokobylskij, 1995
- M. kurokoi Maeto, 1989
- M. kyushuensis Maeto, 1988
- M. laevigatus Huddleston, 1983
- M. lal Nixon, 1943
- M. laodice Nixon, 1943
- M. laphygmae Viereck, 1913
- M. laphygmarum Brues, 1926
- M. laqueatus Enderlein, 1920
- M. latipennis de Saeger, 1946
- M. latro de Saeger, 1946
- M. latus Wu & Chen, 2000
- M. leptokolosus Wu & Chen, 2000
- M. limbatus Maeto, 1988
- M. lindae Huddleston, 1983
- M. lionotus Thomson, 1895
- M. lipsis Nixon, 1943
- M. longicaudis (Ratzeburg, 1848)
- M. longicornis

Meteorus longicornis (Ratzeburg) (Ratzeburg, 1844)
Meteorus longicornis (Statz) Statz, 1938
- M. longidens Chen & Wu, 2000
- M. longidiastemus Wu & Chen, 2000
- M. longipilosus Stigenberg, 2011
- M. longiradialis Granger, 1949
- M. longus Chen & Wu, 2000
- M. luteus (Cameron, 1911)
- M. magdalensis Aguirre & Shaw, 2011
- M. margaroniae Wilkinson, 1927
- M. mariamartae Zitani, 1998
- M. marshi Wu & Chen, 2000
- M. megalops Zitani, 1998
- M. megalopsus Chen & Wu, 2000
- M. melanostictus Capron, 1887
- M. micrommatus Zitani, 1998
- M. micropilosus Tobias, 1986
- M. micropterus (Haliday, 1835)
- M. muiscai Aguirre & Shaw, 2011
- M. nadezhdae Lobodenko, 2000
- M. narangae Sonan, 1943
- M. neavei Brues, 1926
- M. nereus Nixon, 1943
- M. nixoni Huddleston, 1980
- M. nodai Maeto, 1988
- M. novazealandicus Cameron, 1898
- M. obfuscatus (Nees, 1811)
- M. obscurus Huddleston, 1983
- M. obsoletus (Wesmael, 1835)
- M. octasemae Fischer, 1968
- M. oculatus Ruthe, 1862
- M. orbitus Chen & Wu, 2000
- M. orientis Wu & Chen, 2000
- M. ornatus de Saeger, 1946
- M. ottus Huddleston, 1983
- M. oviedoi Shaw & Nishida, 2005
- M. pachymetae de Saeger, 1946
- M. palmeri Huddleston, 1983
- M. pallicornis Chen & Wu, 2000
- M. pallidus (Nees, 1811)
- M. pallipes (Wesmael, 1835)
- M. papiliovorus Zitani, 1997
- M. parafilator Wu & Chen, 2000
- M. pendulus (Muller, 1776)
- M. petilus Wu & Chen, 2000
- M. pictus de Saeger, 1946
- M. pinguicornis Huddleston, 1983
- M. pinifolii Mason, 1960
- M. platensis Brethes, 1913
- M. politus (Provancher, 1886)
- M. politutele Shenefelt, 1969
- M. poonchiensis Shamim & Ahmad, 2008
- M. popovi Papp, 1990
- M. prosnixoni Chen & Wu, 2000
- M. provancheri Dalla Torre, 1898
- M. proximus (Cresson, 1872)
- M. pseudodimidiatus Zitani, 1998
- M. pulchricornis (Wesmael, 1835)
- M. punctatus Wu & Chen, 2000
- M. punctifrons Thomson, 1895
- M. quimbayensis Aguirre & Shaw, 2011
- M. quinlani Huddleston, 1986
- M. radialis Tobias, 1986
- M. remotus Chen & Wu, 2000
- M. restionis Shaw & Jones, 2011
- M. rex Belokobylskij, 2000
- M. rhytismus Wu & Chen, 2000
- M. rogerblancoi Zitani, 1998
- M. rossicus

Meteorus rossicus (Belokobylskij) Belokobylskij, 1995
Meteorus rossicus (Telenga) Telenga, 1940
- M. rubens (Nees, 1811)
- M. ruficeps (Nees, 1834)
- M. rufus (DeGeer, 1778)
- M. rugiclypeolus Chen & Wu, 2000
- M. rugifrontatus Chen & Wu, 2000
- M. rugivultus Wu & Chen, 2000
- M. rugonasus Shaw & Jones, 2009
- M. rugosus Maeto, 1986
- M. russeithorax de Saeger, 1946
- M. salicorniae Schmiedeknecht, 1897
- M. santanderensis Aguirre & Shaw, 2011
- M. sedlaceki Huddleston, 1983
- M. sedulus de Saeger, 1946
- M. seyrigi Granger, 1949
- M. shawi Chen & Wu, 2000
- M. sibyllae Stigenberg, 2011
- M. sinicus Wu & Chen, 2000
- M. spilosomae Narendran & Rema, 1996
- M. sritus Huddleston, 1983
- M. stenomastax Stigenberg, 2011
- M. stenostigma Thomson, 1895
- M. sterictae Zitani, 1998
- M. strabismus Huddleston, 1983
- M. strictus de Saeger, 1946
- M. subjaculator Tobias, 1986
- M. subtilisulcus Stigenberg, 2011
- M. sulcatus Szepligeti, 1896
- M. sutshanicus Belokobylskij, 2000
- M. tabidiae Wilkinson, 1930
- M. tabidus (Wesmael, 1835)
- M. takenoi Maeto, 1989
- M. tanycoleosus Wu & Chen, 2000
- M. tarius Huddleston, 1983
- M. tauricornis (Provancher, 1880)
- M. tenellus Marshall, 1887
- M. terebratus Muesebeck, 1923
- M. tersus Muesebeck, 1956
- M. testaceorufa Shenefelt, 1969
- M. testaceus Szepligeti, 1914
- M. tetralophae Muesebeck, 1926
- M. tibialis Muesebeck, 1923
- M. tongmuensis Chen & Wu, 2000
- M. townesi Huddleston, 1983
- M. townsendi Muesebeck, 1939
- M. trachynotus Viereck, 1912
- M. transcaperatus Chen & Wu, 2000
- M. tribulosus Wu & Chen, 2000
- M. tricolor Szepligeti, 1913
- M. trichogrammae Wilkinson, 1930
- M. trilineatus Cameron, 1905
- M. triptus Nixon, 1943
- M. turgidus Wu & Chen, 2000
- M. tydeus Nixon, 1943
- M. unicolor (Wesmael, 1835)
- M. uno Zitani, 1998
- M. varicosus Huddleston, 1983
- M. variegatus Granger, 1949
- M. variipes Granger, 1949
- M. varinervis Tobias, 1986
- M. versicolor (Wesmael, 1835)
- M. vexator (Haliday, 1835)
- M. vitticollis (Holmgren, 1868)
- M. watanabei Maeto, 1988
- M. whartoni Wu & Chen, 2000
- M. wittei de Saeger, 1946
- M. wuyiensis Wu & Chen, 2000
- M. yamijuanum Zitani, 1998
- M. yanagiharai Sonan, 1940
- M. yunnanicus Chen & Wu, 2000
- M. zhoui Chen & Wu, 2000
- M. zinaidae Belokobylskij, 1987